# Lissonota spilocephala
Lissonota spilocephala är en stekelart som beskrevs av Cameron 1906. Lissonota spilocephala ingår i släktet Lissonota och familjen brokparasitsteklar. Inga underarter finns listade i Catalogue of Life.